# Церква Миколи Доброго

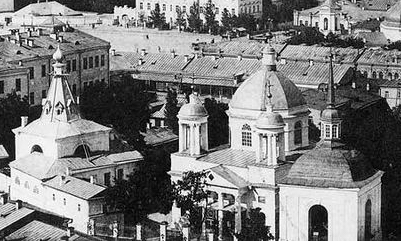
Вид церкви і дзвіниці на початку XX століття.

Це́рква Святого Мико́ли До́брого — храм у Києві на Подолі, збудований у 1807 році за проєктом архітектора Андрія Меленського та зруйнований у 1930-ті роки.

## Історія храму
Окремі дослідники історії Києва вважають, що церква в ім'я святителя Миколая існувала у цій місцевості ще до татаро-монгольського нашестя в 1240 році. Але відомо достовірно, як це випливає із універсалу київського полковника Василя Дворецького, що наприкінці XVI століття гетьман війська запорозького Матвій Кушка (Самійло Кішка) із вдячності св. Миколаю за своє визволення із турецького полону, про що оспівується у відомій думі, спорудив власним коштом на його честь дерев'яну церкву на місці колишнього дерев'яного (можливо, Афанасіївського) храму, який згорів і згадки про який після 1555 року не зустрічаються. Він же подарував їй і необхідне церковне начиння та іконостас. У джерелах згадуються її священики о. Симеон (1610) і о. Матфей (1613).
Проте 17 серпня 1651 року, коли до Києва вдерлося військо литовського гетьмана Януша Радзивілла, церква згоріла. Парафіяни своїм коштом поставили 1682 року на її місці новий дерев'яний 3-престольний 5-банний храм такої ж назви. Але на початку XVIII століття і він згорів від удару блискавки. Нова, цього разу вже мурована церква (разом із дзвіницею) постала тут 1716 року зусиллями священика (пізніше протоєрея) о. Симеона Ширина та інших доброхотів (окремі джерела датою спорудження церкви називають 1705—1706 роки). Вона теж мала 3 престоли, а саме: головний — в ім'я святителя Миколая, бічний південний — в ім'я Покрова Божої Матері і бічний північний — в ім'я св. апостола Андрія Первозванного. Чудовий іконостас для головного вівтаря виготовив чернігівський майстер, сніцар Григорій Петров. Він заповнився не менш чудовими іконами.
Чергова велика пожежа, що сталася 1718 року, пошкодила дзвіницю і викликала появу у церковних стінах загрозливих тріщин. Храм, за рішенням міської влади, довелося 1796 (чи 1799) року розібрати, а зазначений вище іконостас, пошкоджений вогнем, перенести до церкви в селі Жуківці. Парафіяни не погодилися із прийнятим ще 1787 року рішенням єпархіальної влади бути приписаними до сусідньої Покровської церкви і за короткий час, за сприяння церковного старости Є. С. Чернова, зібрали між собою 5 тисяч рублів, що дозволило 15 червня 1800 року здійснити, з благословення митрополита Київського Гавриїла (Банулеска), закладення на місці розібраної церкви мурованого однопрестольного храму. За будівельними роботами наглядали його настоятель священик о. І. Мойсеєнков і ктитори Назарій Сухота та Іаков Могилевець. 13 жовтня 1807 року відбулося, з благословення митрополита Київського Серапіона освячення спорудженої за проєктом київського архітектора А. І. Меленського у класичному стилі Добро-Миколаївської церкви, її прикрашав ошатний ампірний портик із колонадою і 2 увінчані хрестами циліндричні вежі, а усередині — іконостас, виготовлений за малюнками автора проєкту теж у класичному стилі. Під престол було покладено пам'ятну дошку з відповідним на ній написом, яку виявили під час святкування у 1907 році 100-річного ювілею храму. До його святинь належали стародавні ікони св. Миколая і Божої Матері Одигитрії, писані на межі XVI і XVII століть у візантійському стилі, Тріодь Посна 1640 року київського друку і Требник 1646 року львівського друку.
Під час пожежі 1811 року храм зазнав не дуже тяжких втрат: згоріли 2 дерев'яні, вкриті залізом бані, хрест на великій бані, 5 верхніх і 2 нижніх вікна. Про це доповіли владиці Серапіону о. І. Мойсеєнков та архітектор А. І. Меленський. Відновлювальні роботи у церкві тривали майже 20 років. 1855 року вона прикрасилася настінним живописом.
Поширеною є думка про те, що при Миколаївській церкві тривалий час, починаючи з 1608 року, існувала
богадільня для бідних і немічних людей, яку в народі називали «шпиталем Миколи Доброго (або Милостивого)». Звідси, вочевидь, і походить повна назва храму, про який ідеться, а може її визначив ще сам Самійло Кішка. Дехто пов'язує цю назву із переказом про киянина Добрика, якому св. Миколай допоміг отримати від полоненого половчанина обіцяний ним викуп кіньми за своє звільнення.
1716 року поруч із церквою Миколи Доброго на місці дерев'яної постала мурована дзвіниця, яку в 1781 році перебудував український архітектор І. Г. Григорович-Барський і яку можна бачити ще й сьогодні на Покровській вулиці, 6. 
Деякі дослідники припускають, що в роботах по її спорудженню брали участь московські майстри, про що побічно засвідчують окремі, характерні саме для московської будівельної школи елементи, як то шатрова баня, «слухи» для дзвонів, гульбище тощо. На другому ярусі дзвіниці існувала тепла церква в ім'я св. Симеона Стовпника. А на першому її ярусі функціонувала церковно-парафіяльна школа, яка вперше згадується у документі, датованому 1691 роком. До пожежі 1811 року у дзвіниці, з дозволу єпархіального начальства, відправляв для своїх парафіян богослужіння й треби протоєрей о. М. Луценко, настоятель Києво-Подільської Христо-Рождественської церкви, яка тоді саме будувалася. Пожежа завдала дзвіниці великої шкоди, особливо її церкві, яка втратила свій іконостас. За відбудовою дзвіниці, для якої у 1814—1815 роках закупили 4 нові дзвони, наглядали священик о. І. Сухобрусов і церковний староста Євфим Вишневський. Малий (теплий) храм у ній в ім'я св. великомучениці Варвари (замість св. Симеона Стовпника) було освячено 10 лютого 1829 року.
Упродовж 20 років поспіль посаду настоятеля храму обіймав протоєрей о. П. Преображенський, який користувався з боку свої пастви глибокою повагою і любов'ю. За його (та ще церковного старости В. В. Кобця) активної участі сам храм і його парафія постійно перебували у належному стані. 1 липня 1903 року о. П. Преображенський отримав запрошення на посаду кафедрального протоєрея до Київського Софійського собору. Його місце в Добро-Миколаївській церкві зайняв професор Київської духовної академії О. О. Глаголєв, який до цього короткий час обіймав посаду настоятеля Києво-Щекавицької Всіхсвятської церкви. Саме йому довелося вінчати в ній у квітні 1913 року М. О. Булгакова з його нареченою — донькою місцевого чиновника Тетяною Лаппа та відспівувати в лютому 1922 року його матір — Варвару Михайлівну. Остання подія знайшла своє відображення у романі Булгакова «Біла гвардія»: рос. «… белый гроб с телом матери снесли по крутому Алексеевскому спуску на Подол, в маленькую церковь Николая Доброго, что на Взвозе.». О. Глаголєв виведений у романі в образі о. Олексія.
З часом храм став потребувати ремонту, який і відбувся за гроші церковного старости О. М. Фоломіна, парафіян та доброхотів. Він тривав цілий рік. Освячення оновленого храму здійснив 10 квітня 1886 року кафедральний протоєрей о. П. Лебединцев за участю хору півчих під орудою Корчак-Новицького.
За радянської влади церква зазнала такої ж гіркої долі, як і десятки інших культових споруд Києва. 1930 року було репресовано її молодого священика о. Анатолія Жураковського, а 1935 року зруйновано й саму споруду і на вивільненому таким чином майданчику споруджено шкільне приміщення, яке займає сьогодні ліцей «Поділ» № 100 (Покровська вулиця, 4-8). А на другому поверсі відновленої за міські кошти дзвіниці, що дивом збереглася (1963 року її було включено до реєстру архітектурних пам'яток Української РСР) і використовувалася Міністерством культури УРСР під фондосховище Республіканської виставкової зали, відновлено каплицю в ім'я св. великомучениці Варвари.
Сповідні розписи, метричні книги і клірові відомості церкви (з 1780 по 1920 рік) зберігаються в Центральному державному історичному архіві України, м. Київ (ЦДІАК України).

## Сучасна церква
Нині в дзвіниці, за адресою вул. Покровська, 6 — парафія Св. Миколая УГКЦ. У цокольному поверсі дзвіниці знаходиться книгарня і представництво видавництва Свічадо в Києві,

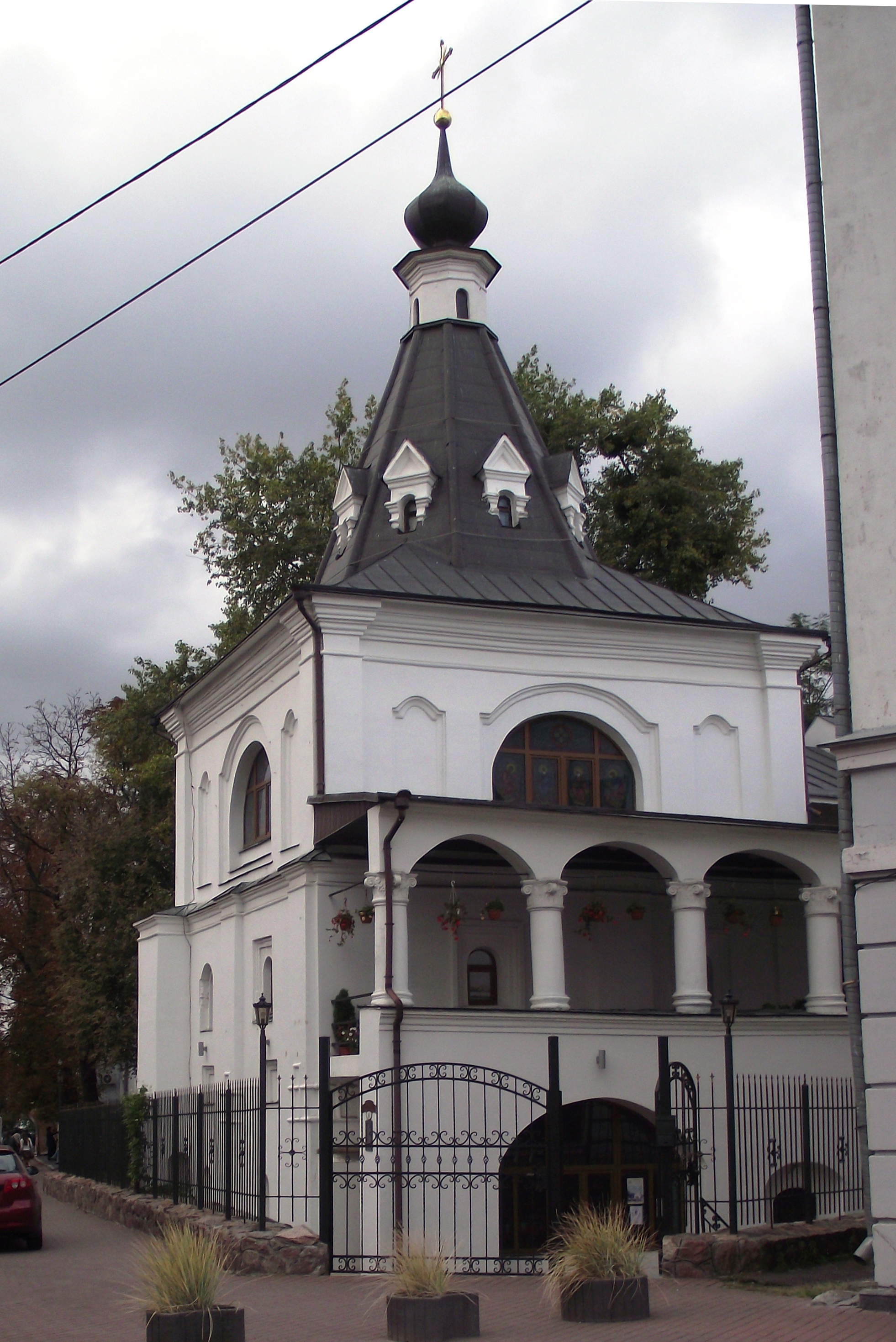
Дзвіниця церкви Миколи Доброго
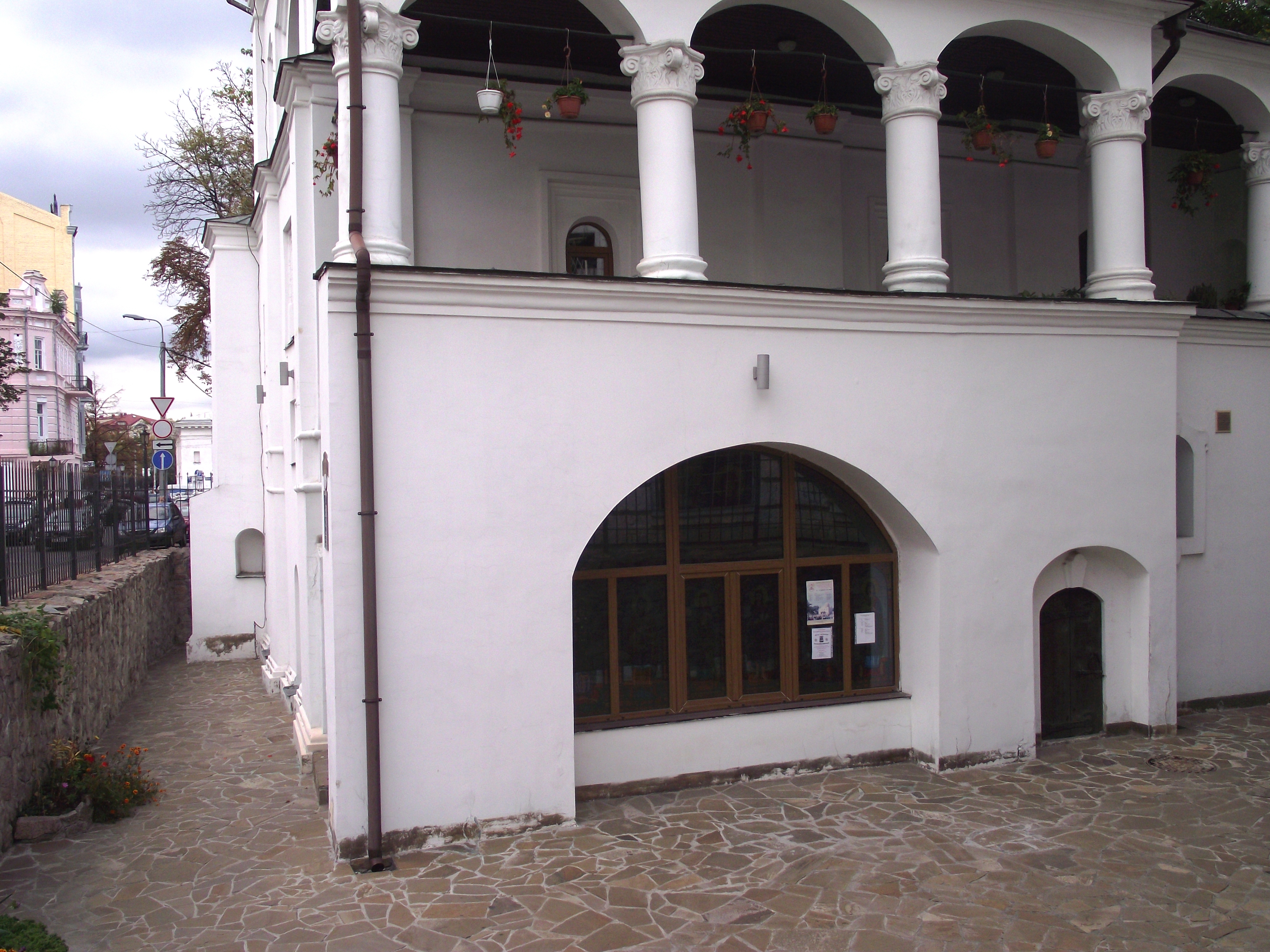
За триста років земля піднялась більш ніж на метр
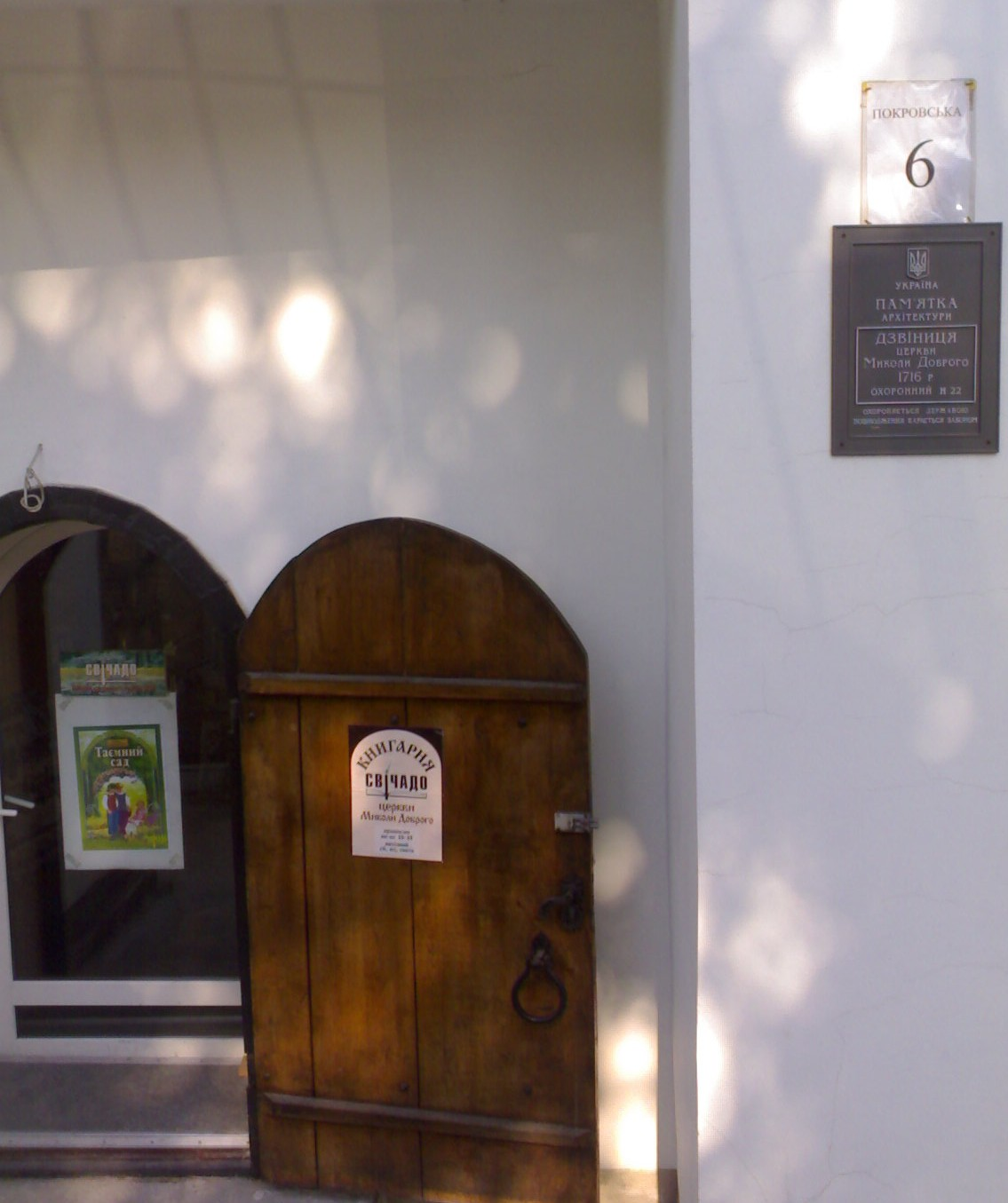
Вхід до представництва Видавництва Свічадо в Києві, вул. Покровська, 6
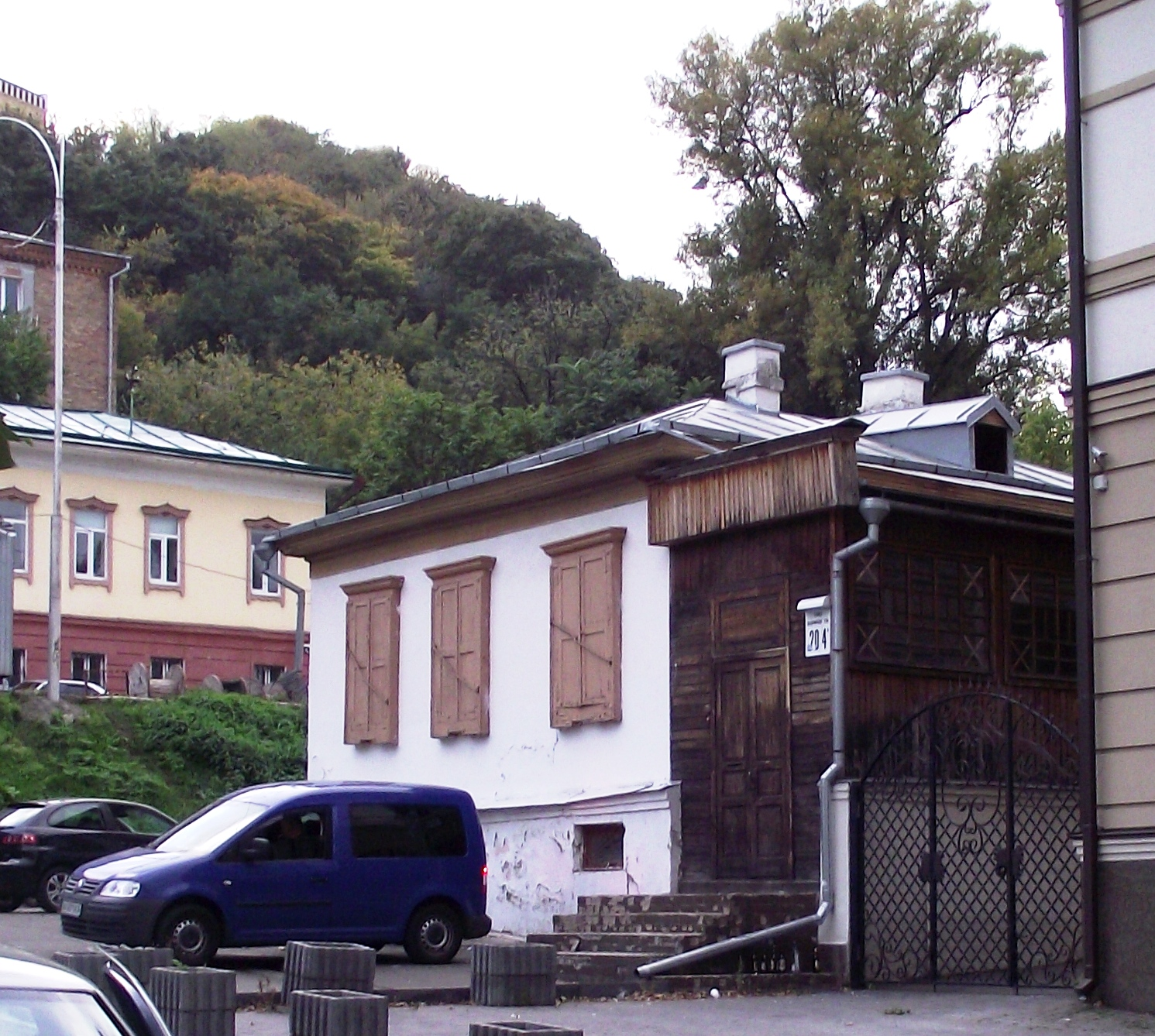
Будинок причту церкви Миколи Доброго. Пам'ятка архітектури в Києві за адресою вул. Борічів Тік 20/4